# Huracanes Fútbol Club
Le Huracanes Fútbol Club était un club féminin de football basé à Bata en Guinée équatoriale.

## Histoire
En 2023, après avoir remporté le championnat devant les Malabo Kings, le Huracanes FC perd en finale de coupe face au même adversaire (2-1). Le club remporte le tournoi de l'UNIFFAC en battant le TP Mazembe et l'AS Epah-Ngamba, et se qualifie ainsi pour la phase finale de la Ligue des champions. Huracanes termine dernier de sa poule.

## Palmarès
Championnat de Guinée équatoriale (2) :
- Vainqueur en 2022-2023 et 2023-2024

Coupe de Guinée équatoriale (0) :
- Finaliste en 2023

Tournoi de l'UNIFFAC (1) :
- Vainqueur en 2023